# Seznam stálých zástupců Izraele při Organizaci spojených národů
Toto je seznam velvyslanců Izraele při Organizaci spojených národů. Velvyslanec je vedoucí delegace Izraele při Organizaci spojených národů (OSN) sídlící v New Yorku. Formálně je používán název „stálý zástupce Izraele při OSN“ (Permanent Representative of Israel to the United Nations). Jedná se o člena diplomatického sboru se statusem mimořádného a zplnomocněného velvyslance a zástupce Izraele při OSN. Zkráceně se hovoří o „izraelském stálém zástupci při OSN“ (Israel's Permanent Representative nebo jen „Perm Rep“ to the United Nations).
| #   | jméno              | roky      | Generální tajemník OSN                       | izraelský premiér                                |
| --- | ------------------ | --------- | -------------------------------------------- | ------------------------------------------------ |
| 1.  | Abba Eban          | 1949–1959 | Trygve Lie, Dag Hammarskjöld                 | David Ben Gurion, Moše Šaret                     |
| 2.  | Micha'el Komej     | 1960–1967 | U Thant                                      | David Ben Gurion, Levi Eškol                     |
| 3.  | Gid'on Rafa'el     | 1967–1968 | U Thant                                      | Levi Eškol                                       |
| 4.  | Josef Tekoa        | 1968–1975 | U Thant, Kurt Waldheim                       | Levi Eškol, Golda Meirová, Jicchak Rabin         |
| 5.  | Chajim Herzog      | 1975–1978 | Kurt Waldheim                                | Jicchak Rabin, Menachem Begin                    |
| 6.  | Jehuda Cvi Blum    | 1978–1984 | Kurt Waldheim, Javier Pérez de Cuéllar       | Menachem Begin, Jicchak Šamir                    |
| 7.  | Benjamin Netanjahu | 1984–1988 | Javier Pérez de Cuéllar                      | Jicchak Šamir, Šimon Peres                       |
| 8.  | Jochanan Bein      | 1988–1990 | Javier Pérez de Cuéllar                      | Jicchak Šamir                                    |
| 9.  | Joram Aridor       | 1990–1992 | Javier Pérez de Cuéllar, Butrus Butrus-Ghálí | Jicchak Šamir                                    |
| 10. | Gad Ja'akobi       | 1992–1996 | Butrus Butrus-Ghálí                          | Jicchak Rabin, Šimon Peres                       |
| 11. | Dore Gold          | 1996–1999 | Butrus Butrus-Ghálí, Kofi Annan              | Benjamin Netanjahu                               |
| 12. | Jehuda Lancry      | 1999–2002 | Kofi Annan                                   | Ehud Barak, Ariel Šaron                          |
| 13. | Dan Gillerman      | 2002–2008 | Kofi Annan, Pan Ki-mun                       | Ariel Šaron, Ehud Olmert                         |
| 14. | Gabriela Šalev     | 2008–2010 | Pan Ki-mun                                   | Ehud Olmert, Benjamin Netanjahu                  |
| 15. | Meron Re'uben      | 2010–2011 | Pan Ki-mun                                   | Benjamin Netanjahu                               |
| 16. | Ron Pros'or        | 2011–2015 | Pan Ki-mun                                   | Benjamin Netanjahu                               |
| 17. | Danny Danon        | 2015–2020 | Pan Ki-mun, António Guterres                 | Benjamin Netanjahu                               |
| 18. | Gil'ad Erdan       | 2020–2024 | António Guterres                             | Benjamin Netanjahu, Naftali Bennett, Ja'ir Lapid |
| 19. | Danny Danon        | od 2024   | António Guterres                             | Benjamin Netanjahu                               |